# Музей Григорія Кочура (Ірпінь)
Музе́й Григо́рія Ко́чура в Ірпені́ — музей про життя й творчість видатного українського перекладача й літературознавця Григорія Кочура, заснований 1997 року в Ірпені.

## Експозиція
У музеї зберігаються особисті речі видатного перекладача, його бібліотека, книжки, присвячені Кочуру. Будинок Кочура тісно пов'язаний з дисидентським рухом і поколінням шістдесятників. Саме тут відбувалися часті зустрічі Кочура з такими діячами української культури, як Ліна Костенко, Іван Дзюба, Ірина Жиленко, Вадим Скуратівський, Опанас Заливаха, Іван Світличний, Алла Горська, В'ячеслав Чорновіл. На першому поверсі — фотографії вчителів і друзів Кочура — Микола Зеров, Максим Рильський, Микола Лукаш, Віслава Шимборська.
Цей музей — про життя і творчість видатного українського перекладача й літературознавця Григорія Кочура. Після його смерті, 1994 року, діти перекладача вирішили продовжувати батькову справу — підтримувати розвиток української перекладацької діяльності, розвивати українську культуру. У домі майстра 1997 року відкрито приватний літературний музей. Відвідувачів гостинно приймає видатна українська актриса кіно і театру Марія Кочур.
У будинку майстра в 1997 році відкрили приватний Літературний музей ім. Г. П. Кочура, де розповідають про життя українських патріотів 60-70 років ХХ століття. Тут же знаходиться меморіальна виставка вчителя Г. Кочура, видатного перекладача М. Зерова, сподвижника неокласичного літературного направлення. І, головне, зберігається безцінна бібліотека, яка допомагала поетові в його творчих пошуках. У Львівському університеті відкрилася перекладацька кафедра ім. Г. Кочура, за допомогою МФ «Відродження» було видано найповніший збірник його поетичних перекладів «Третє відлуння».
Літературний музей ім. Г. П. Кочура щорічно є однією з постійних локацій культурно-мистецького фестивалю, що проводиться на честь видатного українського перекладача Григорія Кочура "Кочур-Фест".

## Науково-практична конференція
2003 року в музеї відбулася перша науково-практична конференція «Григорій Кочур і український переклад». Серед доповідачів — академік Іван Дзюба, професор Марина Новикова, письменники Рауль Чілачава, Максим Стріха і Євгенія Кононенко.